# Eriotheca pubescens
Eriotheca pubescens är en malvaväxtart som först beskrevs av Carl Friedrich Philipp von Martius och Zucc., och fick sitt nu gällande namn av Heinrich Wilhelm Schott och Endl.. Eriotheca pubescens ingår i släktet Eriotheca och familjen malvaväxter. Inga underarter finns listade i Catalogue of Life.

## Bildgalleri

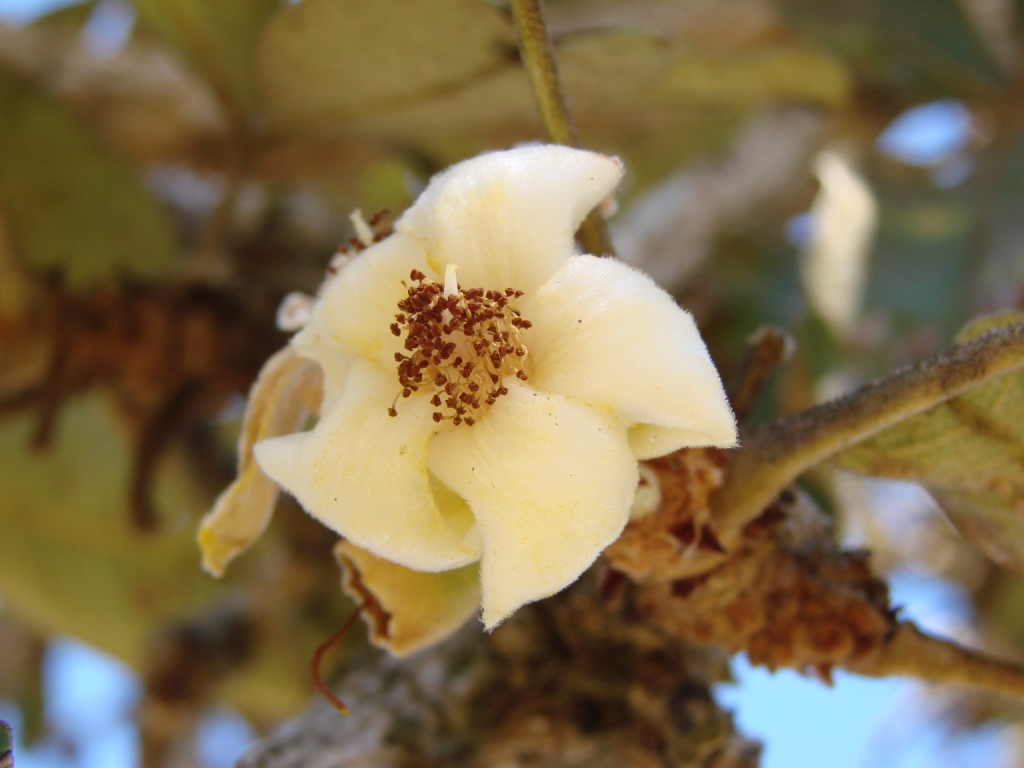
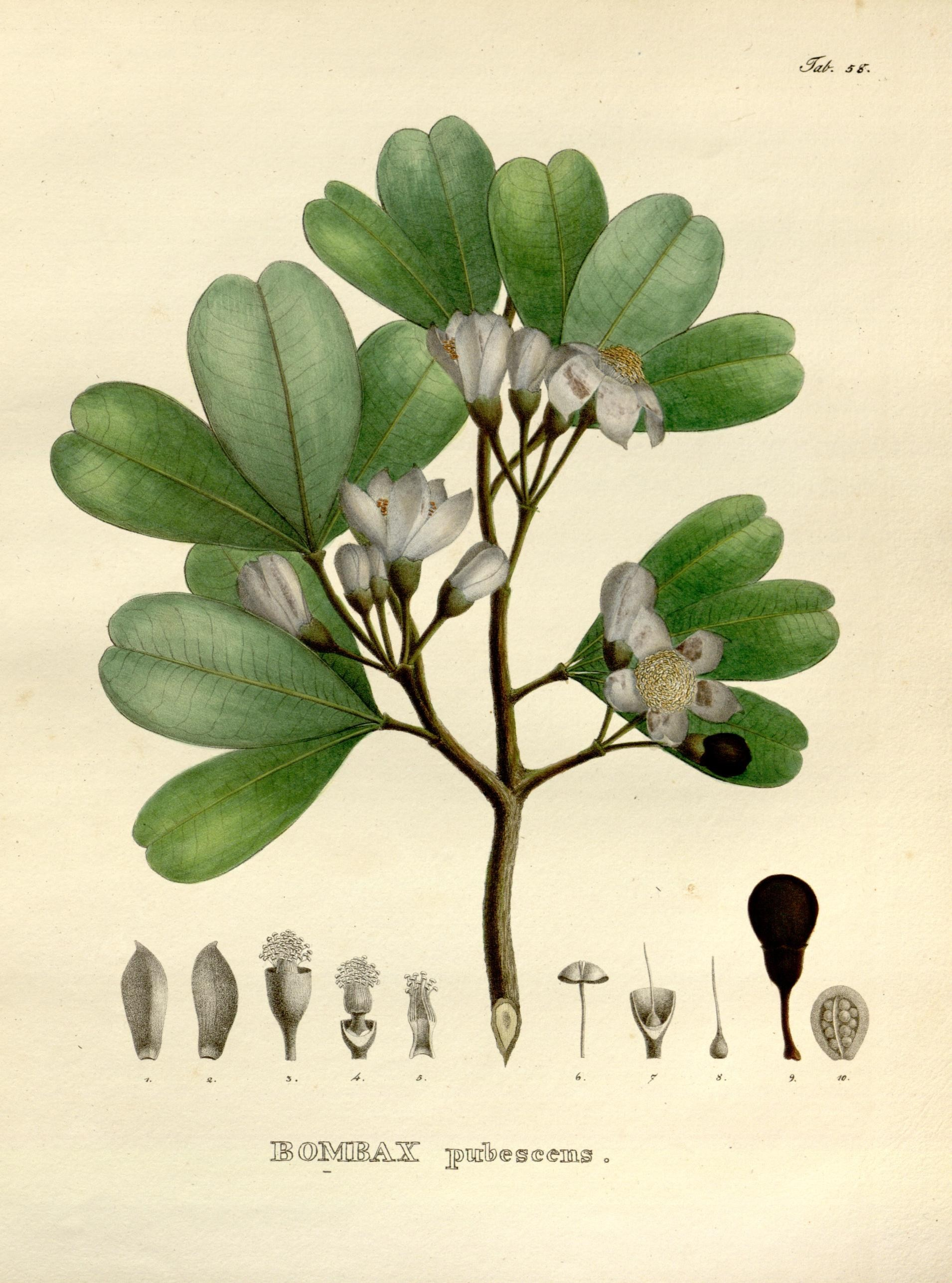
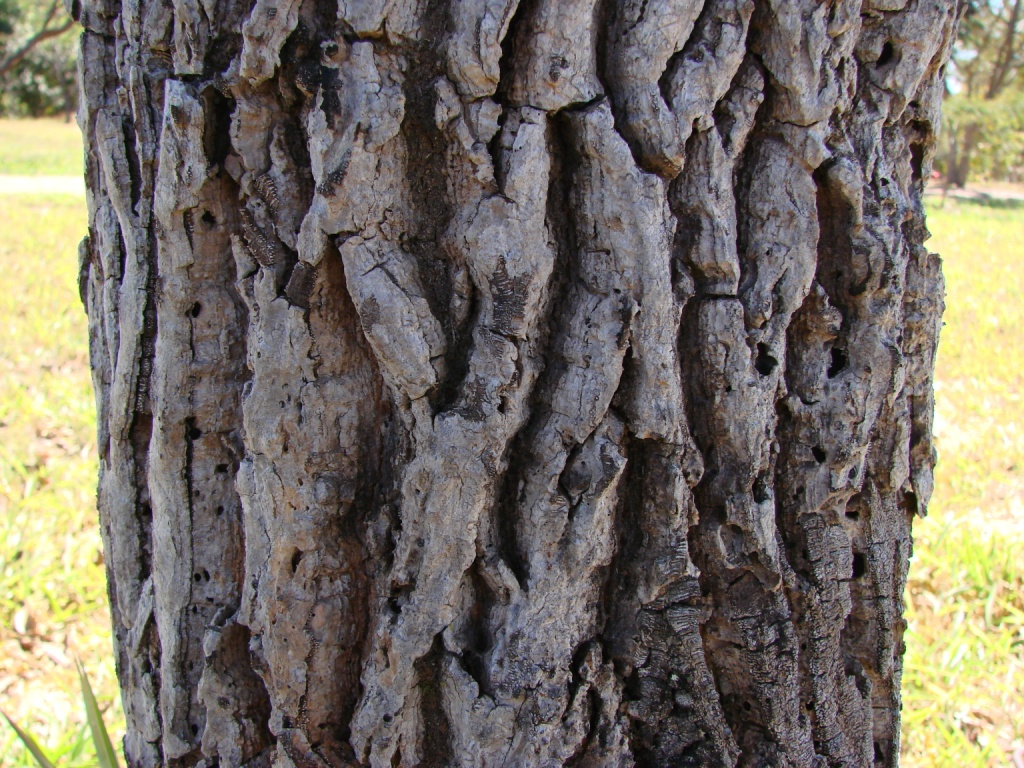
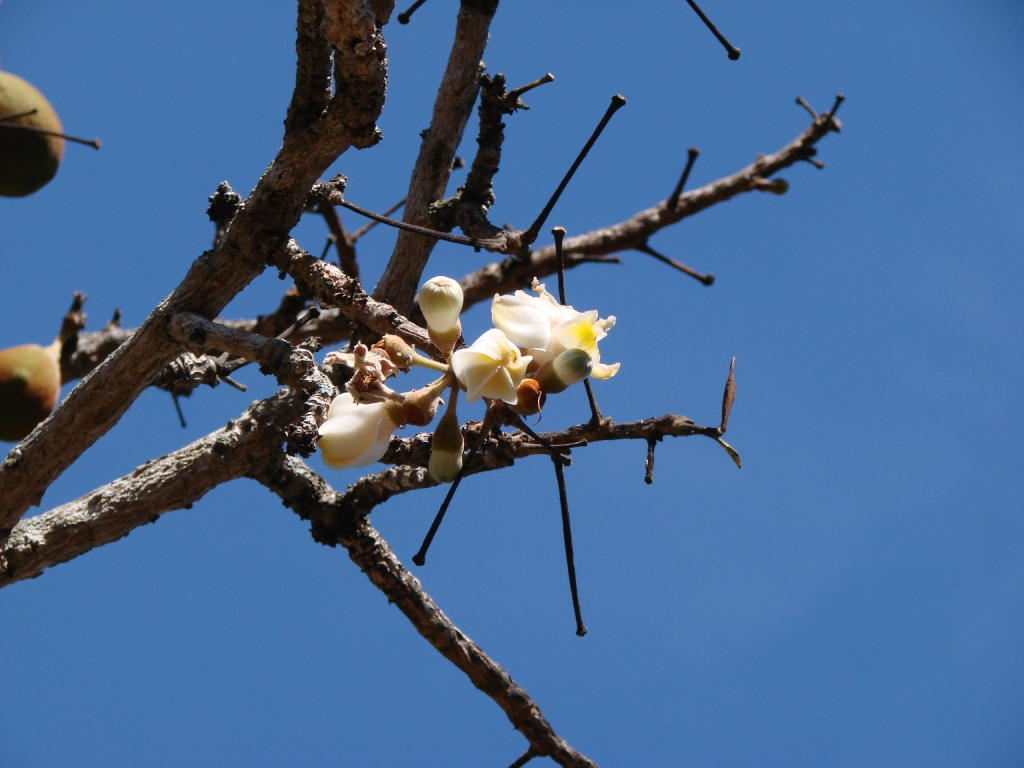
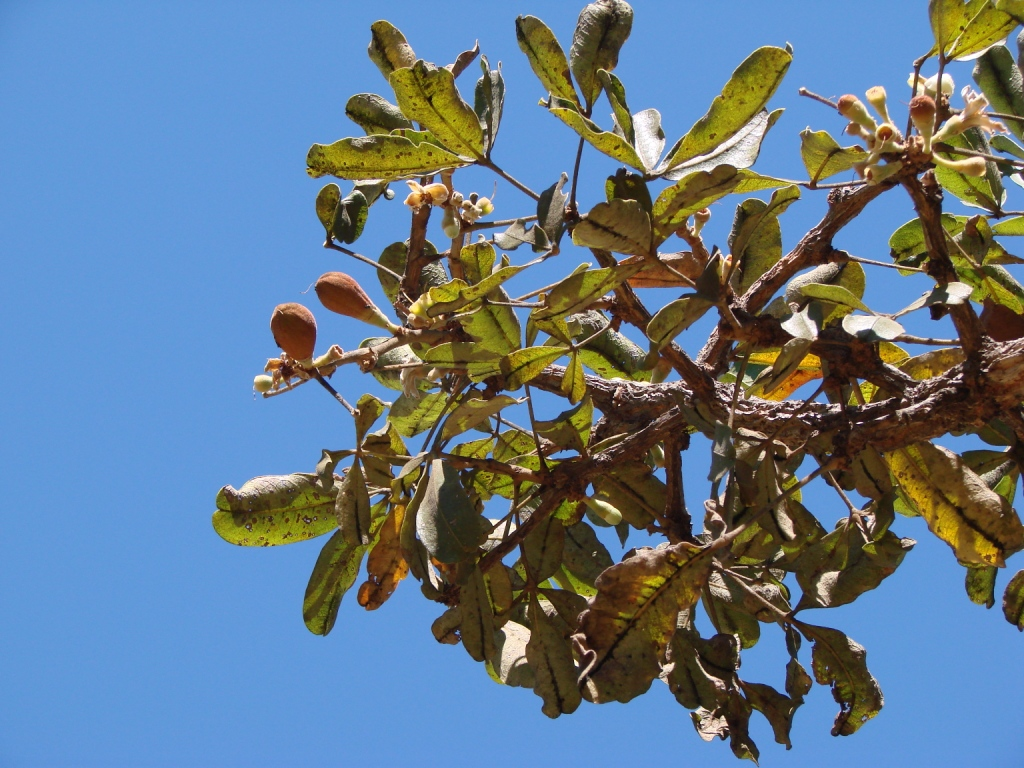
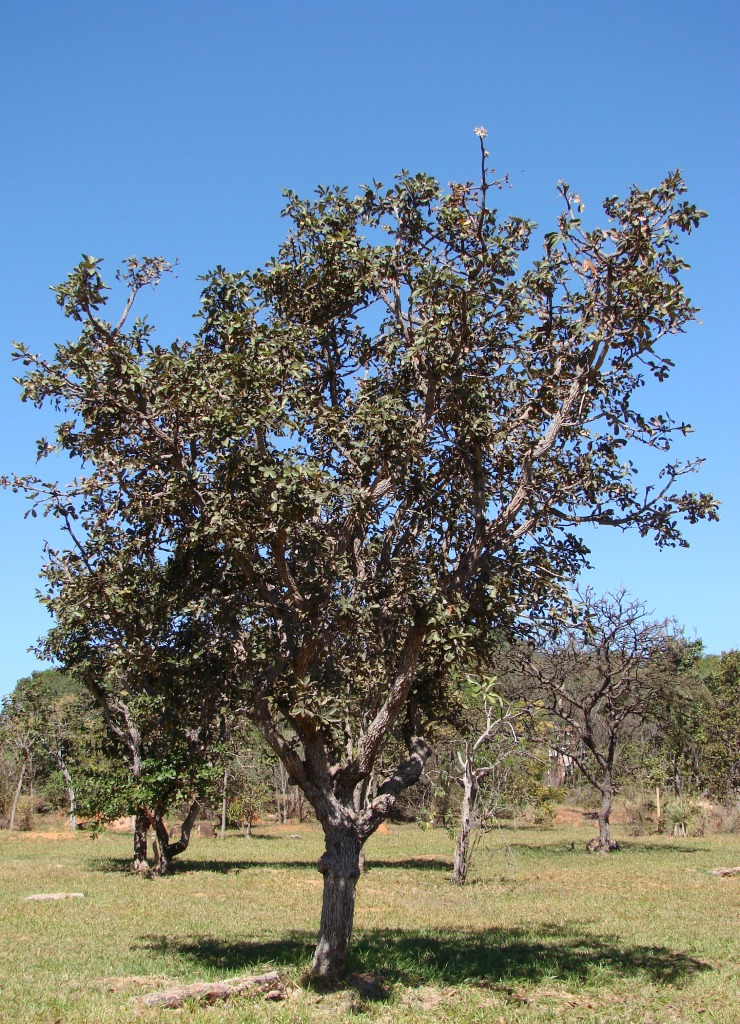